# Cząstka skalarna
Cząstka skalarna (pot. skalar) – cząstka, do opisu której w mechanice kwantowej wystarcza jedna liczbowa funkcja zespolona, zależna od punktu czasoprzestrzeni.
Szczególną cechą cząstek skalarnych jest ich niezmienniczość względem grupy obrotów. Ich funkcje falowe są względem transformacji obrotów skalarami. Ze względu na to cząstki skalarne mają zerowy spin (wewnętrzny moment pędu). Kiedy spin cząstki jest niezerowy, jej "oś obrotu" wyznacza pewien kierunek i stan cząstki nie może być opisany jedną liczbą. Na mocy twierdzenia o związku spinu ze statystyką cząstki skalarne są bozonami.
Cząstkami skalarnymi są niektóre atomy (o parzystej sumie ilości protonów, neutronów i elektronów), niewzbudzone stany związane cząstka – antycząstka (pozytonium, kwarkonium itp.), mezony π oraz niektóre kwazicząstki. W modelu standardowym jedyną elementarną cząstką skalarną jest bozon Higgsa. W minimalnym supersymetrycznym modelu standardowym istnieje pięć cząstek Higgsa (h, H, A, H±), a skalarami są też skwarki i sleptony – superpartnerzy leptonów i kwarków.